# 2013年の地震
2013年の地震（2013ねんのじしん）のリスト。マグニチュード6以上または大きな損害、死者の発生、その他特筆される地震をまとめる。注記がない限りUTCで表す。

## 過去10年間との比較
| マグニチュード | 2000 | 2001 | 2002 | 2003 | 2004 | 2005 | 2006 | 2007 | 2008 | 2009 | 2010 | 2011 | 2012 | 2013 |
| -------------- | ---- | ---- | ---- | ---- | ---- | ---- | ---- | ---- | ---- | ---- | ---- | ---- | ---- | ---- |
| 8−9.9          | 1    | 1    | 0    | 1    | 2    | 1    | 2    | 4    | 0    | 1    | 1    | 1    | 2    | 2    |
| 7−7.9          | 14   | 15   | 13   | 14   | 14   | 10   | 9    | 14   | 12   | 16   | 21   | 19   | 15   | 17   |
| 6−6.9          | 146  | 121  | 127  | 140  | 141  | 140  | 142  | 178  | 168  | 144  | 151  | 204  | 129  | 124  |
| 5−5.9          | 1344 | 1224 | 1201 | 1203 | 1515 | 1693 | 1712 | 2074 | 1768 | 1896 | 1963 | 2271 | 1412 | 1402 |
| Total          | 1505 | 1361 | 1341 | 1358 | 1672 | 1844 | 1865 | 2270 | 1948 | 2057 | 2136 | 2495 | 1558 | 1545 |

地震の検知数増加は必ずしも実際の地震の増加を意味しないことに注意。人口増、可住区域の拡大、地震検知技術の高度化が、いずれも地震記録回数の経時的な増加につながっている。詳細はUSGSの Earthquake Myths を参照。
より正確な時間と場所は USGS Real-time Earthquake Mapを参照。

## 概要

### 死者数
| ランク | 死者数 | マグニチュード | 場所                                         | 深さ(km) | 日付     |
| ------ | ------ | -------------- | -------------------------------------------- | -------- | -------- |
| 1      | 825    | 7.7            | パキスタン・バローチスターン州               | 20       | 9月24日  |
| 2      | 222    | 7.2            | フィリピン・ボホール州                       | 20       | 10月15日 |
| 3      | 193    | 6.6            | 中国・四川                                   | 12       | 4月20日  |
| 4      | 95     | 5.9            | 中国・甘粛                                   | 20       | 7月22日  |
| 5      | 37     | 6.3            | イラン・ブーシェフル                         | 10       | 4月9日   |
| 6      | 35     | 7.7            | イラン・スィースターン・バルーチェスターン州 | 82       | 4月16日  |
| 7      | 35     | 6.1            | インドネシア・アチェ                         | 10       | 7月2日   |
| 8      | 22     | 6.8            | パキスタン・バローチスターン州               | 14.8     | 9月28日  |
| 9      | 18     | 8.0            | ソロモン諸島                                 | 29       | 2月6日   |
| 10     | 18     | 5.6            | アフガニスタン                               | 62       | 4月24日  |
| 11     | 7      | 5.6            | イラン・ボラジャン                           | 16.4     | 11月28日 |

- 注: 死者5以上

### マグニチュード
| ランク | マグニチュード | 死者数 | 場所                                         | 深さ(km) | 日付     |
| ------ | -------------- | ------ | -------------------------------------------- | -------- | -------- |
| 1      | 8.3            | 0      | ロシア                                       | 608.9    | 5月24日  |
| 2      | 8.0            | 18     | ソロモン諸島                                 | 29       | 2月7日   |
| 3      | 7.7            | 825    | パキスタン                                   | 20.0     | 9月24日  |
| 4      | 7.7            | 35     | イラン・スィースターン・バルーチェスターン州 | 82       | 4月16日  |
| 5      | 7.7            | 0      | 南極・コロネーション島                       | 10       | 11月17日 |
| 6      | 7.5            | 0      | アメリカ・アラスカ                           | 9.9      | 1月5日   |
| 7      | 7.4            | 0      | トンガ                                       | 171.4    | 5月23日  |
| 8      | 7.3            | 0      | パプアニューギニア                           | 386.3    | 7月7日   |
| 9      | 7.3            | 0      | サウスジョージア・サウスサンドウィッチ諸島   | 31.3     | 7月15日  |
| 10     | 7.2            | 0      | 千島列島                                     | 123.3    | 4月19日  |
| 11     | 7.1            | 222    | フィリピン・ボホール州                       | 20.0     | 10月15日 |
| 12     | 7.1            | 3      | ペルー                                       | 40       | 9月25日  |
| 13     | 7.1            | 0      | ソロモン諸島                                 | 10.1     | 2月6日   |
| 14     | 7.1            | 0      | ソロモン諸島                                 | 21       | 2月8日   |
| 15     | 7.1            | 0      | 日本                                         | 26.1     | 10月25日 |
| 16     | 7.0            | 0      | ソロモン諸島                                 | 10.1     | 2月6日   |
| 17     | 7.0            | 0      | インドネシア・パプア州                       | 66       | 4月6日   |
| 18     | 7.0            | 0      | アリューシャン列島                           | 33.5     | 8月30日  |
| 19     | 7.0            | 0      | フォークランド諸島                           | 10       | 11月25日 |

- 注: マグニチュード7.0以上

## 各月の地震

### 1月
- マグニチュード 7.5 南東アラスカ州沖 1月5日 震源の深さ9.9 km (6.2 mi)。[7]

- マグニチュード 6.1 太平洋南極海嶺 1月15日 震源の深さ10 km (6.2 mi)。[8]

- マグニチュード 6.1 スマトラ島の北 1月21日 震源の深さ12 km (7.5 mi), 死者1人、負傷15人[9]

- マグニチュード 6.0 カザフスタン・アルマトイ州 1月28日 震源の深さ10 km (6.2 mi)。[10]

- マグニチュード 6.8 チリ北中部 1月30日 震源の深さ45.7 km (28.4 mi)。[11] 一人が心臓発作で死亡[12]

- マグニチュード 6.0 サンタクルーズ諸島 1月30日 震源の深さ10 km (6.2 mi)。[13]

- マグニチュード 6.2 サンタクルーズ諸島 1月31日 震源の深さ9.2 km (5.7 mi)。[14]

### 2月
- マグニチュード 6.0 サンタクルーズ諸島 2月1日、震源の深さ9.3 km。[15]

- マグニチュード 6.3 サンタクルーズ諸島 2月1日、震源の深さ19.9 km。[16]

- マグニチュード 6.4 サンタクルーズ諸島 2月1日、震源の深さ22 km。[17]

- マグニチュード 6.9 日本 2月2日、震源の深さ107 km。[18]

- マグニチュード 6.1 サンタクルーズ諸島 2月2日、震源の深さ10 km。[19]

- マグニチュード 6.3 サンタクルーズ諸島 2月6日, 震源の深さ10 km。[20]

- ソロモン諸島 サンタクルーズ諸島 2月6日, 震源の深さ28.7 km。[21] 1.5 m (5 ft) の津波が発生し、複数の村で少なくとも13人死亡。[22]

- マグニチュード 7.1 サンタクルーズ諸島 2月6日, 震源の深さ10.1 km。[23]

- マグニチュード 7.0 サンタクルーズ諸島 2月6日, 震源の深さ10.1 km。[24]

- マグニチュード 6.3 サンタクルーズ諸島 2月6日, 震源の深さ10.1 km。[25]

- マグニチュード 6.0 サンタクルーズ諸島 2月6日, 震源の深さ10.1 km。[26]

- マグニチュード 6.2 サンタクルーズ諸島 2月7日、震源の深さ9.8 km。[27]

- マグニチュード 6.1 サンタクルーズ諸島 2月7日、震源の深さ10 km。[28]

- マグニチュード 6.6 サンタクルーズ諸島 2月7日、震源の深さ10 km。[29]

- マグニチュード 6.8 サンタクルーズ諸島 2月8日、震源の深さ18 km。[30]

- マグニチュード 7.1 サンタクルーズ諸島 2月8日、震源の深さ21 km。[31]

- マグニチュード 6.9  コロンビア 2月9日 震源の深さ153.8 km。[32]

- マグニチュード 6.6 サンタクルーズ諸島 2月9日、震源の深さ15.7 km。[33]

- マグニチュード 6.3 サンタクルーズ諸島 2月10日、震源の深さ35 km。[34]

- マグニチュード 6.6 極東連邦管区 2月14日、震源の深さ9.9 km。[35]

- マグニチュード 6.2 ミンダナオ島の北, 震源の深さ98.2 km。[36]

- マグニチュード 6.1 アルゼンチン, 震源の深さ585.8 km 2月22日。[37]

### 3月
- マグニチュード 6.5 千島列島 3月1日 震源の深さ40.9 km (25.4 mi)。[38]

- マグニチュード 6.5 千島列島 3月1日 震源の深さ31.7 km (19.7 mi)。[39]

- マグニチュード 6.5 パプアニューギニア 3月11日 震源の深さ28.9 km (18.0 mi)。[40][41]

- マグニチュード 6.1 サウスサンドウィッチ諸島 3月19日 震源の深さ31.3 km (19.4 mi)[42]

- マグニチュード 6.1 フィジー 3月24日 震源の深さ10 km (6.2 mi)。[43]

- マグニチュード 6.2 グアテマラ 3月25日 震源の深さ189.0 km (117.4 mi)。[44]

- マグニチュード 6.0 台湾 3月27日 震源の深さ20.7 km (12.9 mi), 1人死亡。[45][46]

### 4月
- マグニチュード 6.0 日本 4月1日 震源の深さ12.5 km (7.8 mi)。[47]

- マグニチュード 6.3 ロシア 4月5日 震源の深さ561.9 km (349.1 mi)。[48]

- マグニチュード 7.0 パプア州 4月6日 震源の深さ66 km (41 mi)。[49]

- マグニチュード 6.3 イラン 4月9日 震源の深さ10 km (6.2 mi), 37人死亡、850人以上負傷。[50][51]

- マグニチュード 6.0 バヌアツ 4月13日 震源の深さ270.7 km (168.2 mi)。[52]

- マグニチュード 5.8 淡路島 4月13日、少なくとも24人負傷および建物被害。[53]

- マグニチュード 6.6 パプアニューギニア 4月14日 震源の深さ35.3 km (21.9 mi)。[54]

- マグニチュード 7.7 イラン 4月16日 震源の深さ82 km (51 mi)。[55]パキスタン当局によると、イランと国境を接するバロチスタン州のパンジグルとMashkeelで34人が死亡。 イランでは1人が死亡し、両国で計117人が負傷。[56]

- マグニチュード 6.6 パプアニューギニア 4月16日 震源の深さ13 km (8.1 mi)。[57]

- マグニチュード 7.2 千島列島 4月19日 震源の深さ122.3 km (76.0 mi)。[58]

- マグニチュード 6.0 千島列島の南 4月19日 震源の深さ18.6 km (11.6 mi)。[59]

- マグニチュード 6.6 四川省西部 4月20日 震源の深さ12.3 km (7.6 mi). 193人が死亡、24人が行方不明、12,211が負傷、うち968人が重傷。なお、情報は更新中[3][4][5][60][61]

- マグニチュード 6.1 千島列島 4月20日 震源の深さ20.2 km (12.6 mi)。[62]

- マグニチュード 6.1 日本 4月21日 震源の深さ424.1 km (263.5 mi)。[63]

- マグニチュード 6.0 メキシコ西部 4月21日 震源の深さ70 km (43 mi)。[64]

- マグニチュード 6.5 パプアニューギニア 4月23日 震源の深さ16.3 km (10.1 mi)。[65]

- マグニチュード 5.6 アフガニスタン 4月24日 震源の深さ40マイル。震源はラグマーン州の州都メフタルラームから11 km (6.8 mi)。18人が死亡、100人以上が負傷。[66][67]

- マグニチュード 6.2 ケルマディック諸島 4月26日 震源の深さ349.0 km (216.9 mi)。[68]

### 5月
- マグニチュード 5.4 ジャム、カシミール 5月1日 震源の深さ10 km (6.2 mi). 地滑りで2人死亡。[69]

- マグニチュード 6.1 ホルムズ海峡 5月11日 震源の深さ14 km (8.7 mi)。[70] 子ども1人死亡。[71]

- マグニチュード 6.4 トンガ 5月11日 震源の深さ205.4 km (127.6 mi)。[72]

- マグニチュード 6.8 北部マリアナ諸島 5月14日 震源の深さ601.8 km (373.9 mi)。[73]

- マグニチュード 6.0 日本 5月18日 震源の深さ34 km (21 mi)。[74]

- マグニチュード 6.4 チリ 5月20日 震源の深さ10.0 km (6.2 mi)。[75]

- マグニチュード 6.0 ロシア 5月21日 震源の深さ15.1 km (9.4 mi)。[76]

- マグニチュード 6.0 ロシア 5月21日 震源の深さ36.7 km (22.8 mi)。[77]

- マグニチュード 7.4 トンガ 5月23日 震源の深さ171.4 km (106.5 mi)。[78]

- マグニチュード 6.3 トンガ 5月23日 震源の深さ154.1 km (95.8 mi)。[79]

- マグニチュード 8.3 オホーツク海 5月24日 震源の深さ608.9 km (378.4 mi)。[80]震源から4,000マイル (6,400 km)離れたモスクワでも揺れを観測した。[81]

- マグニチュード 6.7 オホーツク海 5月24日 震源の深さ623.0 km (387.1 mi)。[82]

### 6月
- マグニチュード 6.2 台湾 6月2日 震源の深さ20.0 km (12.4 mi), 落石に遭った登山家含め4人が死亡。[83][84][85][86]

- マグニチュード 6.1 ソロモン諸島,6月5日 震源の深さ64.7 km (40.2 mi)。[87]

- マグニチュード 6.7 176 km (109 mi) クリスマス島の東 ,6月13日 震源の深さ9.7 km (6.0 mi)。[88]

- マグニチュード 6.0 ケルマディック諸島, 6月15日 震源の深さ172.4 km (107.1 mi)。[89]

- マグニチュード 6.2 ギリシャ, 6月15日 震源の深さ10.0 km (6.2 mi)。[90]

- マグニチュード 6.5 ニカラグア, 6月15日 震源の深さ35.8 km (22.2 mi)。[91]

- マグニチュード 6.6 大西洋中央海嶺,6月24日 震源の深さ10.0 km (6.2 mi)。[92]

### 7月
- マグニチュード 6.1  アチェ 7月2日 震源の深さ10.0 km (6.2 mi), 35人が死亡、8人が行方不明、276人が負傷[6][93]

- マグニチュード 6.1 パプアニューギニア, 7月4日 震源の深さ72.0 km (44.7 mi)。[94]

- マグニチュード 6.0 インドネシア, 7月6日 震源の深さ19.7 km (12.2 mi)。[95]

- マグニチュード 7.3 パプアニューギニア, 7月7日 震源の深さ386.3 km (240.0 mi)。[96]

- マグニチュード 6.6 パプアニューギニア, 7月7日 震源の深さ62.0 km (38.5 mi)。[97]

- マグニチュード 7.3 サウスジョージア・サウスサンドウィッチ諸島, 7月15日 震源の深さ31.3 km (19.4 mi)。[98]

- マグニチュード 6.0 パプアニューギニア, 7月16日 震源の深さ44.3 km (27.5 mi)。[99]

- マグニチュード 6.0 ペルー, 7月17日 震源の深さ6.6 km (4.1 mi)。[100]

- マグニチュード 6.5 クック海峡に面したセドンの東20 km (12 mi), 7月21日 震源の深さ17 km (11 mi)。[101][102] マグニチュード5.7と5.8の前震があった。[103][104] ウェリントンから55 km (34 mi)の地点で4人が負傷。[105]

- マグニチュード 5.9 南東甘粛省, 7月22日 震源の深さ9.8 km (6.1 mi)。[106] 95人が死亡、1,000人以上が負傷、9,000以上の家屋が損壊。[107]

- マグニチュード 6.1 南西インド洋, プリンス・エドワード諸島, 7月22日 震源の深さ10.0 km (6.2 mi)。[108]

- マグニチュード 6.1 バヌアツ, 7月26日 震源の深さ132.6 km (82.4 mi)。[109]

- マグニチュード 6.2 サウスジョージア・サウスサンドウィッチ諸島, 7月26日 震源の深さ10.0 km (6.2 mi)。[110]

### 8月
- マグニチュード 6.0 モルッカ諸島, 8月12日 震源の深さ92.0 km (57.2 mi)。[111]

- マグニチュード 6.0 ケルマディック諸島, 8月12日 震源の深さ325.2 km (202.1 mi)。[112]

- マグニチュード 6.1 ペルー沖, 8月12日 震源の深さ10.0 km (6.2 mi)。[113]

- マグニチュード 6.6 コロンビア沖, 8月13日 震源の深さ12.0 km (7.5 mi)。[114]

- マグニチュード 6.6  ニュージーランド・セドン, 首都ウェリントンの南西70 km (43 mi), 8月16日 震源の深さ8 km (5 mi)。[115] USGSでは6.5。[116]

- マグニチュード 6.0 [117] ニュージーランド・セドン, 8月16日 震源の深さ10 km. マグニチュード 6.6の地震の余震

- マグニチュード 6.1 南西インド洋海嶺, 8月17日 震源の深さ10.0 km (6.2 mi)。[118]

- マグニチュード 6.2 メキシコ, 8月21日 震源の深さ20 km (12 mi)。[119]

- マグニチュード 6.1 ニュージーランド・ラウル島の沖, 8月28日 震源の深さ488.6 km (303.6 mi)。[120]

- マグニチュード 7.0 アリューシャン列島, 8月30日 震源の深さ33.5 km (20.8 mi)。[121]

- マグニチュード 5.8 中国・雲南省, 8月31日 震源の深さ9.8 km, 5人死亡。[122][123][124]

### 9月
- マグニチュード 6.5 インドネシア, 9月1日 震源の深さ132.1 km (82.1 mi)。[125]

- マグニチュード 6.0  カナダ・ブリティッシュコロンビア州, 9月3日 震源の深さ5.5 km (3.4 mi)。[126]

- マグニチュード 6.5 日本, 9月4日 震源の深さ407.0 km (252.9 mi)。[127]

- マグニチュード 6.5 アリューシャン列島・アンドリアノフ諸島, 9月4日 震源の深さ39.9 km (24.8 mi)。[128]

- マグニチュード 6.2 アリューシャン列島・アンドリアノフ諸島, 9月4日 震源の深さ32.8 km (20.4 mi). マグニチュード 6.5の地震の余震。[129]

- マグニチュード 6.0 大西洋中央海嶺, 9月5日 震源の深さ10.0 km (6.2 mi)。[130]

- マグニチュード 6.2 メキシコ・チアパス州, 9月6日 震源の深さ9 km (5.6 mi)。[131]

- マグニチュード 6.6 グアテマラ, 9月7日 震源の深さ67.0 km (41.6 mi), 1人死亡。[132][133]

- マグニチュード 6.1 アリューシャン列島・アンドリアノフ諸島, 9月15日 震源の深さ22.3 km (13.9 mi). 9月4日マグニチュード 6.5の地震の余震。[134]

- マグニチュード 6.1 インドネシア, 9月21日 震源の深さ536.8 km (333.6 mi)。[135]

- マグニチュード 7.7  パキスタン, 9月24日 震源の深さ15.0 km (9.3 mi)。[136] 825人が死亡、数百人が負傷[1]

- マグニチュード 7.1 ペルー, 9月25日 震源の深さ40.0 km (24.9 mi)。[137] 3人死亡。[138]

- マグニチュード 6.8 パキスタン, 9月28日 震源の深さ14.8 km (9.2 mi) 22人死亡。[139]

- マグニチュード 6.5 ケルマディック諸島, 9月30日 震源の深さ42.1 km (26.2 mi)。[140]

### 10月
- マグニチュード 6.7 オホーツク海, 10月1日 震源の深さ578.2 km (359.3 mi)。[141]

- マグニチュード 6.4 アムステルダム島, 10月4日 震源の深さ10.0 km (6.2 mi)。[142]

- マグニチュード 6.0 マリアナ諸島, 10月6日 震源の深さ104.0 km (64.6 mi)。[143]

- マグニチュード 6.2 チリ, 10月6日 震源の深さ10.0 km (6.2 mi)。[144]

- マグニチュード 6.3 ケルマディック諸島, 10月12日 震源の深さ146.5 km (91.0 mi)。[145]

- マグニチュード 6.1 ベネズエラ, 10月12日 震源の深さ79.4 km (49.3 mi)。[146]

- マグニチュード 6.4 ギリシャ, 10月12日 震源の深さ36.2 km (22.5 mi)。[147]

- マグニチュード 7.1 フィリピン・ボホール州, 10月15日 震源の深さ20.0 km (12.4 mi) 。[148] 222人が死亡、976人が負傷[2]

- マグニチュード 6.8 パプアニューギニア, 10月16日 震源の深さ54.1 km (33.6 mi)。[149]

- マグニチュード 6.5 メキシコ, 10月16日 震源の深さ11.9 km (7.4 mi)。[150]

- マグニチュード 5.3 インドネシア, 10月22日 震源の深さ48.3 km (30.0 mi)。[151] 老人2人死亡、2人が負傷、159の家屋と2つの宗教施設が被害。[152]

- マグニチュード 6.7 サウスジョージア・サウスサンドウィッチ諸島, 10月24日 震源の深さ26.1 km (16.2 mi)。[153]

- マグニチュード 7.1 日本, 10月25日 震源の深さ26.1 km (16.2 mi)。[154]

- マグニチュード 6.0 バレニー諸島, 10月29日 震源の深さ10.0 km (6.2 mi)。[155]

- マグニチュード 6.2 チリ, 10月30日 震源の深さ17.9 km (11.1 mi)。[156]

- マグニチュード 6.3 台湾, 10月31日 震源の深さ12.0 km (7.5 mi)。[157]

### 11月
- マグニチュード 6.6 チリ, 11月1日 震源の深さ29.0 km (18.0 mi)。[158]

- マグニチュード 6.2 トンガ, 11月2日 震源の深さ10.0 km (6.2 mi)。[159]

- マグニチュード 6.6 ロシア, 11月12日 震源の深さ47.2 km (29.3 mi)。[160]

- マグニチュード  6.1 スコシア海, 11月14日 震源の深さ10.0 km (6.2 mi)。[161]

- マグニチュード 6.8 スコシア海, 11月16日 震源の深さ10.0 km (6.2 mi)。[162]

- マグニチュード 7.7 スコシア海, 11月17日 震源の深さ10.0 km (6.2 mi)。[163]

- マグニチュード 6.1 インドネシア, 11月19日 震源の深さ38.8 km (24.1 mi)。[164]

- マグニチュード 6.0 北マリアナ諸島, 11月19日 震源の深さ511.0 km (317.5 mi)。[165]

- マグニチュード 6.5 フィジー, 11月23日 震源の深さ377.1 km (234.3 mi)。[166]

- マグニチュード 7.0 フォークランド諸島沖, 11月25日 震源の深さ10.0 km (6.2 mi)。[167]

- マグニチュード 5.6 イラン, 11月28日 震源の深さ16.4 km (10.2 mi)。[168] 少なくとも7人死亡、30人が負傷[169] [170]

### 12月
- マグニチュード 6.4 インドネシア, 12月1日 震源の深さ10.0 km (6.2 mi)。[171]

- マグニチュード 6.0 インドネシア, 12月1日 震源の深さ11.2 km (7.0 mi)。[172]

- マグニチュード 6.2 北マリアナ諸島, 12月17日 震源の深さ16.1 km (10.0 mi)。[173]